# Éric-Paul Stekel
Éric-Paul Stekel, (Viena, 27 de junio de 1898 - Grenoble, 11 de febrero de 1978) fue un compositor francés y director de origen austriaco, director del Conservatorio de Grenoble.
Trabajó con el profesor de piano Félicien Wolff, quien alentó fuertemente su trabajo de composición, y también trabajó con el pianista Genevieve Dinand y con el musicólogo Paul-Gilbert Langevin, participando en sus obras, Le siècle de Bruckner y Anton Bruckner, apogée de la symphonie. Hay una asociación en Grenoble llamada Los amigos de Éric-Paul Stekel.
Era hijo del psicoanalista vienés Wilhelm Stekel.